# Macrostylis expolita
Macrostylis expolita là một loài chân đều trong họ Macrostylidae. Loài này được Mezhov miêu tả khoa học năm 2004.